# بيلي نيومان
بيلي نيومان (بالإنجليزية: Billy Newman)‏ هو لاعب كرة قدم أيرلندي، ولد في 1947 في دبلن في جمهورية أيرلندا. شارك مع منتخب جمهورية أيرلندا لكرة القدم. أما مع النوادي، فقد لعب مع نادي بوهيميان ونادي شيلبورن.

## وصلات خارجية
- بيلي نيومان على موقع قاعدة بيانات كرة القدم.إي يو (الإنجليزية)
- بيلي نيومان على موقع ناشيونال فوتبول تيمز (الإنجليزية)